# Emerson Jones
Emerson Jones (ur. 7 lipca 2008 w Gold Coast) – australijska tenisistka, finalistka juniorskich turniejów wielkoszlemowych.

## Kariera tenisowa
W karierze zwyciężyła w dwóch singlowych turniejach rangi ITF. 14 lipca 2025 roku zajmowała najwyższe miejsce w rankingu singlowym WTA Tour – 190. pozycję, natomiast 6 marca 2023 osiągnęła najwyższą pozycję w rankingu deblowym – 1055. miejsce.

## Finały turniejów ITF
| turnieje z pulą nagród 100 000 $ (W100)  |
| turnieje z pulą nagród 80 000 $ (W80)    |
| turnieje z pulą nagród 60 000 $ (W75)    |
| turnieje z pulą nagród 40 000 $ (W50)    |
| turnieje z pulą nagród 25/30 000 $ (W35) |
| turnieje z pulą nagród 15 000 $ (W15)    |

### Gra pojedyncza 4 (2–2)
| Rezultat     |    | Data       | Turniej   | ($)    | Naw.      | Przeciwniczka           | Wynik         |
| Finalistka   | 1. | 06/08/2023 | Caloundra | 15 000 | Twarda    | Melisa Ercan            | 3:6, 0:6      |
| Finalistka   | 2. | 24/03/2024 | Swan Hill | 35 000 | Trawiasta | Gabriella Da Silva-Fick | 6:3, 3:6, 1:6 |
| Zwyciężczyni | 1. | 03/11/2024 | Sydney    | 75 000 | Twarda    | Taylah Preston          | 6:4, 7:6(3)   |
| Zwyciężczyni | 2. | 11/05/2025 | Fukuoka   | 35 000 | Dywanowa  | Himeno Sakatsume        | 7:6(4), 6:4   |

## Finały wielkoszlemowych turniejów juniorskich

### Gra pojedyncza (2)
| Końcowy wynik | Rok  | Turniej         | Nawierzchnia | Przeciwniczka     | Wynik finału |
| Finalistka    | 2024 | Australian Open | Twarda       | Renáta Jamrichová | 4:6, 1:6     |
| Finalistka    | 2024 | Wimbledon       | Trawiasta    | Renáta Jamrichová | 3:6, 4:6     |

### Gra podwójna (1)
| Końcowy wynik | Rok  | Turniej   | Nawierzchnia | Partnerka      | Przeciwniczki                       | Wynik finału |
| Finalistka    | 2025 | Wimbledon | Trawiasta    | Hannah Klugman | Annika Penickova Kristina Penickova | 4:6, 2:6     |